# Governo da República de Angola
O Governo da República de Angola é um órgão de soberania da República de Angola. De acordo com a Constituição Angolana, é o órgão de condução da política geral do país e o órgão superior da administração pública, sendo assim o órgão máximo de poder executivo da nação. À exceção da Presidência e da Vice-Presidência, as funções ministeriais não emanam de eleição direta — unicamente legislativa, no caso angolano — mas sim de nomeação presidencial, embora necessite de apoio maioritário da Assembleia Nacional. O Governo responde perante o Presidente da República e a Assembleia Nacional.
Cada governo (equipa governativa) guia-se por um programa do governo, implementando-o nos orçamentos do Estado e no planeamento geral de ações que apresenta à Assembleia Nacional em cada ano, nas leis que aprova, nas deliberações que toma — nomeadamente nas reuniões do Conselho de Ministros — e nas decisões dos membros do governo. Não há imposição legal que obrigue um governo a cumprir o seu programa. Os desvios ao programa são julgados pelos cidadãos em eleições.
É liderado pelo Presidente da República, João Manuel Gonçalves Lourenço, e auxiliado pela Vice-Presidente, Esperança Maria Eduardo Francisco da Costa, pelos Ministros de Estado, pelos órgãos auxiliares da Presidência e pelo Conselho de Ministros.

## Órgãos auxiliares
Angola possui 6 órgãos auxiliares da Presidência da República com status de ministério, sendo os seguintes:
| Nome do ministério                              | Sigla | Responsável                                   |
| ----------------------------------------------- | ----- | --------------------------------------------- |
| Gabinete de Estado para a Coordenação Económica | -     | José de Lima Massano                          |
| Casa Civil                                      | CC    | Adão Francisco Correia de Almeida             |
| Gabinete de Estado para a Área Social           | -     | Maria do Rosário Sambo                        |
| Casa Militar                                    | -     | Francisco Pereira Furtado                     |
| Gabinete-Geral da Presidência da República      | -     | Edeltrudes Maurício Fernandes Gaspar da Costa |
| Secretaria-Geral da Presidência da República    | -     | Félix de Jesus Cala                           |

## Ministérios
Angola possui 24 ministérios, sendo os seguintes:
| Nome do ministério                                                              | Sigla     | Responsável                                   |
| ------------------------------------------------------------------------------- | --------- | --------------------------------------------- |
| Ministério da Defesa Nacional e Veteranos da Pátria                             | MINDENVP  | João Ernesto Liberdade                        |
| Ministério do Interior                                                          | MININT    | Manuel Homem                                  |
| Ministério das Relações Exteriores                                              | MIREX     | Tete António                                  |
| Ministério das Finanças                                                         | MINFIN    | Vera Daves                                    |
| Ministério do Planeamento                                                       | MINPLAN   | Victor Hugo Guilherme                         |
| Ministério da Administração do Território                                       | MAT       | Dionísio Manuel da Fonseca                    |
| Ministério da Justiça e dos Direitos Humanos                                    | MINJUSDH  | Marcy Cláudio Lopes                           |
| Ministério da Administração Pública, Trabalho e Segurança Social                | MAPTSS    | Teresa Rodrigues Dias                         |
| Ministério da Agricultura e Florestas                                           | MINAGRI   | Isaac Maria dos Anjos                         |
| Ministério das Pescas e Recursos Marinhos                                       | MINPERMAR | Carmen do Sacramento Neto                     |
| Ministério da Indústria e Comércio                                              | MINCOM    | Rui Miguêns de Oliveira                       |
| Ministério dos Recursos Minerais, Petróleo e Gás                                | MIREMPET  | Diamantino Pedro Azevedo                      |
| Ministério das Obras Públicas, Urbanismo e Habitação                            | MINOPUH   | Carlos Alberto Gregorio dos Santos            |
| Ministério da Energia e Águas                                                   | MINEA     | João Baptista Borges                          |
| Ministério dos Transportes                                                      | MINTRANS  | Ricardo Daniel Sandão Queirós Veigas de Abreu |
| Ministério das Telecomunicações, Tecnologias de Informação e Comunicação Social | MINTTICS  | Mário Augusto da Silva Oliveira               |
| Ministério do Ensino Superior, Ciência, Tecnologia e Inovação                   | MESCTI    | Albano Vicente Ferreira                       |
| Ministério da Saúde                                                             | MINSA     | Sílvia Lutucuta                               |
| Ministério da Educação                                                          | MED       | Luísa Grilo                                   |
| Ministério da Cultura                                                           | MINCULT   | Filipe Zau                                    |
| Ministério do Ambiente                                                          | MINAMB    | Ana Paula de Carvalho                         |
| Ministério da Acção Social, Família e Promoção da Mulher                        | MASFAMU   | Ana Paula Sacramento Neto                     |
| Ministério da Juventude e Desportos                                             | MINJUD    | Rui Luís Falcão Pinto de Andrade              |
| Ministério do Turismo                                                           | MINTUR    | Márcio de Jesus Lopes Daniel                  |